# Fedoriwka (Polohy)
Fedoriwka (ukrainisch Федорівка; russisch Фёдоровка Fjodorowka) ist ein Dorf im Osten der ukrainischen Oblast Saporischschja mit etwa 2200 Einwohnern (2004).

## Geschichte
Das Dorf wurde 1779 mit dem Namen Burlazkaja (Бурлацкая) gegründet. 1822 wurde das Dorf in Fjodorowka und 1925 in Wlassowka (Власовка) umbenannt. 1938 wurde das Dorf zurück in Fjodorowka/Fedoriwka benannt, zwischen 1960 und dem 19. Mai 2016 trug die Ortschaft nach dem hier geborenen sowjetischen Politiker Wlas Tschubar den Namen Tschubariwka (ukrainisch Чубарівка, russisch Чубаревка Tschubarewka). Im Zuge der Dekommunisierung in der Ukraine erhielt das Dorf seinen alten Namen Fedoriwka wieder zurück.

## Geographie
Fedoriwka befindet sich vorwiegend am rechten Ufer des Hajtschul, einem 134 km langen, linken Nebenfluss der Wowtscha, etwa 125 km südöstlich vom Oblastzentrum Saporischschja und etwa 30 km nordöstlich vom Rajonzentrum Polohy.

## Verwaltungsgliederung
Am 1. August 2019 wurde das Dorf zum Zentrum der neugegründeten Landgemeinde Fedoriwka (Федорівська сільська громада/Fedoriwka silska hromada). Zu dieser zählen auch die 10 in der untenstehenden Tabelle aufgelisteten Dörfer, bis dahin bildete es zusammen mit den Dörfern Balotschky, Burlazke, Chliborobne, Krasnoseliwka, Solota Poljana, Ternowe und Tschkalowa die gleichnamige Landratsgemeinde Fedoriwka (Федорівська сільська рада/Fedoriwka silska rada) im Nordosten des Rajons Polohy.
Folgende Orte sind neben dem Hauptort Fedoriwka Teil der Gemeinde:
| Name                     | Name          | Name                              |
| ukrainisch transkribiert | ukrainisch    | russisch                          |
| ------------------------ | ------------- | --------------------------------- |
| Balotschky               | Балочки       | Балочки (Balotschki)              |
| Burlazke                 | Бурлацьке     | Бурлацкое (Burlazkoje)            |
| Chliborobne              | Хліборобне    | Хлеборобное (Chleborobnoje)       |
| Krasnoseliwka            | Красноселівка | Красносёловка (Krasnosjolowka)    |
| Meschyritsch             | Межиріч       | Межирич (Meschiritsch)            |
| Nowoseliwka              | Новоселівка   | Новосёловка (Nowosjolowka)        |
| Schewtschenka            | Шевченка      | Шевченко (Schewtschenko)          |
| Solota Poljana           | Золота Поляна | Золотая Поляна (Solotaja Poljana) |
| Ternowe                  | Тернове       | Терновое (Ternowoje)              |
| Tschkalowa               | Чкалова       | Чкалово (Tschkalowo)              |